# Gynoeryx bilineatus
Gynoeryx bilineatus là một loài bướm đêm thuộc họ Sphingidae. Loài này có ở Madagascar.